# Coleophora algidella
Coleophora algidella é uma espécie de mariposa do gênero Coleophora pertencente à família Coleophoridae.